# Project for the New American Century
Project for the new American century (PNAC) var en amerikansk neokonservativ tankesmedja i Washington DC, grundad 1997 och upplöst 2006.

## Upphovsmän
De två upphovsmännen bakom PNAC tillhör den nya generationen av neokonservativa som tidigare ofta innehaft lägre positioner under presidenterna Ronald Reagan och George H.W. Bush.  William Kristol – son till Irving Kristol och Gertrude Himmelfarb – var tidigare stabschef under William J Bennet, utbildningsminister i Reaganadministrationen och senare stabschef åt George H.W. Bush vicepresident Dan Quayle. Robert Kagan var tidigare talskrivare åt Reagans utrikesminister George P. Shultz och utrikesrådgivare åt kongressledamoten Jack Kemp. 

## Tankesmedjans syfte
Organisationen bildades våren 1997 som ett neokonservativt initiativ för att förändra amerikansk försvars- och utrikespolitik, som man ansåg hade vanskötts under Clintonadministrationen. Man värjde sig mot vad man ansåg vara Clintons snäva kommersiella prioriteringar framför strategisk långsiktighet, som urholkade det amerikanska inflytandet runt om i världen. Nedskärningarna av försvaret skulle enligt PNAC leda till en oförmåga att möta de samtida och framtida hot som man upplevde. Man ville att USA skulle återta kommandot som global ledare genom att återgå till den Reaganpolitik man ansåg var vinnande i kalla kriget. Med hjälp av PNAC:s programförklaring, som skrevs den 3 juni 1997, kan man identifiera de viktigaste punkterna i de neokonservativas strävan efter amerikanskt globalt ledarskap:
- Öka försvarsbudgeten betydligt så att USA kan fullgöra sina globala åtaganden och modernisera sina väpnade styrkor för framtiden.
- USA måste utmana främmande regimer som är fientligt inställda till USA:s intressen och värderingar.
- USA måste stärka politisk och ekonomisk frihet utomlands.
- Acceptera ansvaret i USA:s unika position för att bevara och förlänga en världsordning som passar USA:s säkerhet, välstånd och principer.

"Such a Reaganite policy of military strength and moral clarity may not be fashionable today. But necessary if the United States is to build on the successes of this past century and to ensure our security and our greatness in the next." 

## Kända sympatisörer
Grundarna hade inga problem att finna sympatisörer för PNAC:s agenda. Nedan följer de som skrev under PNAC:s programförklaring, varav åtminstone åtta stycken ingått i dåvarande Bushadministrationen: Elliott Abrams, Gary Bauer, William J. Bennett, Jeb Bush, Dick Cheney, Eliot A. Cohen, Midge Decter, Paula Dobriansky, Steve Forbes, Aaron Friedberg, Francis Fukuyama, Frank Gaffney, Fred C. Ikle, Donald Kagan, Zalmay Khalilzad, Lewis Libby, Norman Podhoretz, Dan Quayle, Peter W. Rodman, Stephen P. Rosen, Henry S. Rowen, Donald Rumsfeld, Vin Weber, George Weigel, Paul Wolfowitz
PNAC, med sin fokus på nationell säkerhet och globala dominans, har alltsedan starten bland annat stött och propagerat för: behållandet av amerikansk trupp i Bosnien, Natos bombningar av Kosovo, amerikanskt försvar av Taiwan, varningar för Kinas potentiella spridande av massförstörelsevapen, en mer proisraelisk politik, kritik mot den icke USA-orienterade globaliseringen, snabbare Natoexpansion i Europa, varningar för internationell terrorism, avsättande av Saddam Hussein, en Reaganliknande försvarsbudget, med mera.
Sedan PNAC bildades har man också ordnat seminarier, konferenser, publicerat policyrapporter, skrivit artiklar och böcker och gett uttalanden som framhåller organisationens målsättning. Inte sällan deltar Kristol och andra medarbetare i olika utskottsförhör i kongressen. Med hjälp av inflytelserika personer som ovan och andra, har PNAC:s budskap kunnat få akademisk och politisk trovärdighet. William Kristol har dessutom använt sig av sin egen tidning, The Weekly Standard, finansierad av Rupert Murdochs News Corporation, för att trumma in budskapet hos sina ca 60 000 politiskt orienterade läsare i Washingtontrakten. Alla kolumnister i tidningen är för övrigt kända neokonservativa profiler. William Kristol är själv flitigt förekommande på tv, särskilt på Murdoch-ägda Fox News Channel. Robert Kagan är kolumnist i bland annat Washington Post och skriver artiklar i ett otal tidningar när han inte författar böcker.

## Förordade tidigt militära insatser mot Irak
Mycket av PNAC:s material produceras av AEI:s experter, men också av andra som har anknytning till organisationen. Av vad som framgår av PNAC:s hemsida, så har man gjort fyra officiella utrikespolitiska framställanden, skickat sex stycken öppna brev till USA:s president, varav två till president Bill Clinton, och fyra till President George W. Bush. Det första brevet (1998) uppmanade till en ny strategi som ämnade till att avsätta Saddam Hussein:
"The only acceptable strategy is one that eliminates the possibility that Iraq will be able to use or threaten to use weapons of mass destruction. In the near term, this means a willingness to undertake military action as diplomacy is clearly failing. In the long term, it means removing Saddam Hussein and his regime from power. That now needs to become the aim of American foreign policy." 
18 personer skrev under brevet, varav nio ingick i Bushadministrationen: Elliott Abrams, Richard L. Armitage, William J. Bennett, Jeffrey Bergner, John Bolton, Paula Dobriansky, Francis Fukuyama, Robert Kagan, Zalmay Khalilzad, William Kristol, Richard Perle, Peter W. Rodman, Donald Rumsfeld, William Schneider Jr., Vin Weber, Paul Wolfowitz, James Woolsey, Robert Zoellick.

## Ökänt policydokument
Det kanske viktigaste, och mest ökända, policydokumentet PNAC publicerat är emellertid Rebuilding America's Defenses: Strategy, Forces and Resources For a New Century. Personerna bakom rapporten, som släpptes i september 2000, är Donald Kagan, historieprofessor vid Yale och far till Robert Kagan, förre chefen för PNAC Gary Schmitt, och Thomas Donnelly, verksam vid både PNAC och AEI. Dessutom anges följande personer ha deltagit på ett eller annat sätt i rapporten: Lewis Libby (före detta stabschef för vicepresident Dick Cheney), Eliot Cohen, Robert Kagan, och dennes bror Fred Kagan, William Kristol, Abram Schulsky samt Paul Wolfowitz med flera. Ambitionen med rapporten var att hjälpa den president, som efter valet samma år som publiceringen, skulle tillträda och därefter i vanlig ordning lägga fram en fyraårsplan för försvaret.
Rapportens innehåll utgår från PNAC:s programförklaring och anger en rad viktiga åtgärder som USA:s försvar måste vidta:
- Möjlighet att delta i och vinna flera storkrig samtidigt, på olika kontinenter.
- Utföra "polisiära åtaganden", förknippat med säkerhetspolitisk utveckling i "kritiska regioner" (exempelvis Balkan, och de tidigare flygförbudszonerna i Irak, med andra ord Persiska viken).
- Förändra USA:s militära styrkor för att kunna tillgodogöra sig den "revolutionerande militära utvecklingen" (exempelvis satsa på antiballistiskt missilförsvar, rymdförsvar, intelligenta vapensystem, biologiska och kemiska vapen med mera).

Detta uppnår man, menar författarna, genom att skrota kostnadskrävande omoderna vapensystem och höja försvarsbudgeten till 3,5-3,8 procent av BNP, en årlig ökning med cirka 15-20 miljarder dollar. Andra viktiga åtgärder är att förflytta amerikanska trupper till Sydosteuropa och Sydostasien, liksom att förstärka flottenheterna i Östasien.
"The PNAC outlines a roadmap of conquest. It calls for 'the direct imposition of U.S. 'forward bases' throughout Central Asia and the Middle East 'with a view to ensuring economic domination of the world, while strangling any potential 'rival' or any viable alternative to America’s vision of a ‘free market’ economy'...